# Dirk I van Lieck tot Oberlieck en Musschenbroek
Dirk I van Lieck (1425 - 1490) was een edele uit Heinsberg. Hij was  heer van Oberlieck (stamhuis) en Musschenbroek (adellijk huis) van 1451 tot zijn overlijden in 1490.

## Familie

### Voorouders
Van Lieck (Leeck) was een middeleeuws riddergeslacht dat afstamde van Everhard van Heinsberg, een natuurlijke zoon van Dirk II van Heinsberg. De oudste vermelding van de familienaam Van Lieck dateert uit 25 januari 1362 toen Everhard van Lieck als hoogste hofambtenaar getuige was bij de verkoop van het  Belgische graafschap Loon.

### Ouders en gezin
Dirk was een zoon van Martin van Lieck tot Oberlieck (1384-1435) en Mechtild van Havert. Haar broer Dirk van Havert was commandeur van de Siersdorf (1424-1441).
Dirk huwde op 4 juli 1450 onder huwelijkse voorwaarden met Mechtild van Pollart. Ze was de dochter van Johan van Pollart en geboren uit een Roermondse regentenfamilie. Getuigen van de bruid waren neef Dirk, oom Dirk en vader Johan van Pollart. Aan de zijde van de bruidegom waren dat Dirk van Havert, Heinricht van Havert, Johann van Heinsberg (natuurlijke zoon) en Gehard van Streithagen. Het huwelijk heeft hem twee zonen gegeven: 
- Dirk II kreeg het adellijk huis hof Musschenbroek.
- Daem kreeg het stamzegel en stamhuis Oberlieck. Was in dienst van de hertog Willem II van Gulik-Berg (gouverneur der Nederlanden).

Hij huwde een tweede maal op 15 juni 1466 met Bela Schilling, dochter van Johann Schilling van Gusdorf. Getuigen van de bruidegom waren Dirk van Pollart, Johann van Heinsberg (natuurlijke zoon),  Gerhard van Streithagen en Gys van Eyll. Dit huwelijk gaf hem twee dochters en een zoon:
- Wilhelm.

## Leven
Dirk zegelde op 1 februari 1468. De leeuw met kroon en dubbele staart wijkt niet af van alle andere Limburgse leeuwen. Het zegel bevindt zich in het staatsarchief van Düsseldorf.
Hof Musschenbroek
Hij heeft het jaar 1486 ten behoeve van Dirk van Pollart een som geld verpand met een schepenbrief waarvan zwager Thijs van Eyll de houder is. Hij stelt hof tot Musschenbroek in handen van zijn zwager tot zekerheid van de schuld, (archief Sittard).